# Savenès
Savenès (en francès Savenès) és un municipi francès situat al departament de Tarn i Garona i a la regió d'Occitània. Limita amb els municipis de Verdun de Garona, Aucamvila, Bolhac, Bèlpuèg i Le Burgau.

## Demografia
| 1962                                       | 1968 | 1975 | 1982 | 1990 | 1999 | 2007 |
| ------------------------------------------ | ---- | ---- | ---- | ---- | ---- | ---- |
| 437                                        | 475  | 402  | 382  | 431  | 454  | 667  |
| Des de 1962: població sense dobles comptes |      |      |      |      |      |      |

## Administració
| Període | Identitat     | Partit |
| ------- | ------------- | ------ |
| 2001-   | Denis Aveille |        |